# KIF21A
KIF21A‏ (Kinesin family member 21A) هوَ بروتين يُشَفر بواسطة جين KIF21A في الإنسان.